# Liste der Naturdenkmale in Werneuchen
Die Liste der Naturdenkmale in Werneuchen nennt die Naturdenkmale in der Gemeinde Werneuchen im Landkreis Barnim in Brandenburg (Stand Juli 2009).
In den Spalten befinden sich folgende Informationen:
- Nr.: Identifizierungsnummer nach veröffentlichter Liste. Sie wird von der unteren Naturschutzbehörde des Landkreises oder der kreisfreien Stadt vergeben. Wenn sie bekannt ist, wird sie angegeben. In dieser Spalte kann sich zusätzlich das Wort Wikidata befinden, der entsprechende Link führt zu Angaben zu diesem Naturdenkmal bei Wikidata.
- Bezeichnung: Benennung des Naturdenkmals, in der Regel wird bei Bäume die Baumart genannt. Bekannte Eigennamen werden mit angegeben.
- Gemarkung: Ort oder Gemarkung, in der sich das Naturdenkmal befindet
- Lage: Nennt die Lage des Naturdenkmals im jeweiligen Ortsteil und die geografischen Koordinaten des Naturdenkmals. Link zu einem Kartenansichtstool, um Koordinaten zu setzen. In der Kartenansicht sind Naturdenkmale ohne Koordinaten mit einem roten beziehungsweise orangen Marker dargestellt und können in der Karte gesetzt werden. Denkmale ohne Bild sind mit einem blauen bzw. roten Marker gekennzeichnet, Denkmale mit Bild mit einem grünen beziehungsweise orangen Marker.
- Beschreibung: die Beschreibung des Naturdenkmales
- Schutzzweck: Erläutert den Grund der Unterschutzstellung
- Bild: Zeigt ein Bild des Naturdenkmales und gegebenenfalls ein Link zu weiteren Fotos im Medienarchiv Wikimedia Commons

## Bäume, Baumgruppen
| Bild                                    | Bezeichnung                | Lage | Beschreibung                                                                                         | Schutzzweck                                                | Nummer   |
| --------------------------------------- | -------------------------- | --- | --- | ---------------------------------------------------------- | -------- |
| BW                                      | Stiel-Eiche                | Hirschfelde, am Wanderweg im Gamengrund, in der Nähe des ehemaligen Saufangs (52° 38′ 0,3″ N, 13° 49′ 49,5″ O)         | - Alter: 350–450 Jahre - Höhe: 26,00 m - Umfang: 5,31 m - Kronendurchmesser: 27 m                    | Eigenart, Schönheit, landeskundliche Bedeutung, Seltenheit | 088-01/1 |
| BW                                      | Stiel-Eiche                | Hirschfelde, am Wanderweg im Gamengrund, in der Nähe des ehemaligen Saufangs (52° 37′ 59,1″ N, 13° 49′ 48,7″ O)        | - Alter: 100–200 Jahre - Höhe: 25,00 m - Umfang: 3,73 m - Kronendurchmesser: 37 m                    | Eigenart                                                   | 088-01/2 |
| Direkt Bild zu diesem Denkmal hochladen | Stiel-Eiche                | Hirschfelde, am Wanderweg im Gamengrund, in der Nähe des ehemaligen Saufangs ()                                        | - Alter: 100–200 Jahre - Höhe: 26,00 m - Umfang: 3,74 m - Kronendurchmesser: 28 m                    | Eigenart                                                   | 088-01/3 |
| Direkt Bild zu diesem Denkmal hochladen | Stiel-Eiche                | Hirschfelde, Gamengrund, westlich der Lugwiesen, am Wanderweg, ca. 1 km südlich von 088-01 ()                          | - Alter: 100–200 Jahre - Höhe: 29,00 m - Umfang: 4,18 m - Kronendurchmesser: 26 m                    | Eigenart                                                   | 088-02   |
| Direkt Bild zu diesem Denkmal hochladen | Stiel-Eiche                | Hirschfelde, am Wanderweg im Gamengrund, ca. 2 km südlich von 088-01 ()                                                | - Alter: 100–200 Jahre - Höhe: 25,00 m - Umfang: 4,78 m - Kronendurchmesser: 21 m                    | Eigenart                                                   | 088-03   |
| Direkt Bild zu diesem Denkmal hochladen | Stiel-Eiche                | Hirschfelde, Ackerfläche östlich der Gamengrundrinne ()                                                                | - Alter: 100–200 Jahre - Höhe: 17,50 m - Umfang: 3,85 m - Kronendurchmesser: 24 m                    | Eigenart, Schönheit                                        | 088-04   |
| Direkt Bild zu diesem Denkmal hochladen | Stiel-Eiche                | Hirschfelde, Waldrand ()                                                                                               | - Alter: 100–200 Jahre - Höhe: 28,00 m - Umfang: 3,67 m - Kronendurchmesser: 17 m                    | Eigenart                                                   | 088-05   |
| Direkt Bild zu diesem Denkmal hochladen | Trauben-Eiche              | Hirschfelde, Waldrand der Abt. 402 ()                                                                                  | - Alter: 100–200 Jahre - Höhe: 22,00 m - Umfang: 3,76 m - Kronendurchmesser: 24 m                    | Eigenart                                                   | 088-06   |
| Direkt Bild zu diesem Denkmal hochladen | Stiel-Eiche                | Hirschfelde, südlich des Gamensees ()                                                                                  | - Alter: 150–200 Jahre - Höhe: 24,00 m - Umfang: 4,08 m - Kronendurchmesser: 16 m                    | Eigenart                                                   | 088-07   |
| Direkt Bild zu diesem Denkmal hochladen | Winter-Linde               | Hirschfelde, Parkanlage, am Weg im westlichen Teil ()                                                                  | - Alter: 100–150 Jahre - Höhe: 27,00 m - Umfang: 3,45 m - Kronendurchmesser: 24 m                    | landeskundliche Bedeutung, Eigenart, Schönheit             | 088-08/1 |
| Direkt Bild zu diesem Denkmal hochladen | Winter-Linde               | Hirschfelde, Parkanlage, am Weg im westlichen Teil ()                                                                  | - Alter: 100–150 Jahre - Höhe: 28,00 m - Umfang: 2,89 m - Kronendurchmesser: 24 m                    | landeskundliche Bedeutung, Eigenart, Schönheit             | 088-08/2 |
| Direkt Bild zu diesem Denkmal hochladen | Winter-Linde               | Hirschfelde, Parkanlage, am Weg im westlichen Teil ()                                                                  | - Alter: 100–150 Jahre - Höhe: 28,00 m - Umfang: 2,79 m - Kronendurchmesser: 24 m                    | landeskundliche Bedeutung, Eigenart, Schönheit             | 088-08/3 |
| Direkt Bild zu diesem Denkmal hochladen | Ess-Kastanie               | Hirschfelde, am östlichen Rand der Wiese des Parkes ()                                                                 | - Alter: ca. 100 Jahre - Höhe: 14,00 m - Umfang: 1,75 m - Kronendurchmesser: 8,5 m                   | Seltenheit                                                 | 088-09/1 |
| Direkt Bild zu diesem Denkmal hochladen | Ess-Kastanie               | Hirschfelde, am östlichen Rand der Wiese des Parkes ()                                                                 | - Alter: ca. 100 Jahre - Höhe: 14,00 m - Umfang: 2,04 m - Kronendurchmesser: 14 m                    | Seltenheit                                                 | 088-09/2 |
| Direkt Bild zu diesem Denkmal hochladen | Tränen-Kiefer              | Hirschfelde, ca. 10 m nordwestlich des Weges zwischen Feld und Abt. 1116 a2 (im Südosten der Abt.) ()                  | - Alter: ca. 100 Jahre - Höhe: 24,00 m - Umfang: 2,86 m - Kronendurchmesser: 11 m                    | Seltenheit, landeskundliche Bedeutung                      | 088-11/1 |
| Direkt Bild zu diesem Denkmal hochladen | Tränen-Kiefer              | Hirschfelde, ca. 10 m nordwestlich des Weges zwischen Feld und Abt. 1116 a2 (im Südosten der Abt.) ()                  | - Alter: ca. 100 Jahre - Höhe: 22,00 m - Umfang: 1,68 m - Kronendurchmesser: 6 m                     | Seltenheit, landeskundliche Bedeutung                      | 088-11/2 |
| Fotos hochladen                         | Gemeine Roßkastanie        | Löhme, ehemaliger Schlosspark ()                                                                                       | - Alter: 100–200 Jahre - Höhe: 18,00 m - Umfang: 4,84 m - Kronendurchmesser: 17 m                    | Schönheit, Eigenart                                        | 140-01   |
| Fotos hochladen                         | Ginkgo                     | Löhme, ehemaliger Schlosspark (52° 37′ 40,8″ N, 13° 40′ 26,3″ O)                                                       | - Alter: 100–150 Jahre - Höhe: 21,00 m - Umfang: 2,34 m - Kronendurchmesser: 11 m                    | Seltenheit, Schönheit                                      | 140-02   |
| Fotos hochladen                         | Stiel-Eiche                | Löhme, ca. 6 m südlich hinter der Kirchenmauer (52° 37′ 42,9″ N, 13° 40′ 23,3″ O)                                      | - Alter: 150–200 Jahre - Höhe: 28,00 m - Umfang: 4,00 m - Kronendurchmesser: 30 m                    | Eigenart, Schönheit                                        | 140-03   |
| Weitere Bilder Fotos hochladen          | Winter-Linde               | Schönfeld, auf dem Friedhof (52° 40′ 51,1″ N, 13° 44′ 22,9″ O)                                                         | - Alter: 100–150 Jahre - Höhe: 20,00 m - Umfang: 3,52 m - Kronendurchmesser: 19 m                    | Eigenart, Schönheit                                        | 208-02   |
| Fotos hochladen                         | Stiel-Eiche                | Seefeld, zwischen den Grundstücken Berliner Str. 18 und 20 auf öffentlichen Land (52° 37′ 20″ N, 13° 40′ 40,7″ O)      | - Alter: 100–150 Jahre - Höhe: 24,00 m - Umfang: 3,59 m - Kronendurchmesser: 14 m                    | Eigenart, Schönheit                                        | 224-01   |
| Fotos hochladen                         | Magnolie                   | Seefeld, im Vorgarten des Hauses Berliner Str. 26 direkt an der Ampel (52° 37′ 20,5″ N, 13° 40′ 45,7″ O)               | - Alter: 80 Jahre - Höhe: 10,00 m - Umfang: 1,19 m - Kronendurchmesser: 11 m                         | Seltenheit, Schönheit, Eigenart                            | 224-02   |
| Weitere Bilder Fotos hochladen          | Gemeine Esche              | Tiefensee, im Park des ehemaligen Gutshauses am Teich (52° 41′ 4,6″ N, 13° 50′ 21,5″ O)                                | - Umfang: 3,64 m - Kronendurchmesser: 15 m                                                           | Eigenart                                                   | 256-01   |
| BW                                      | „Wröhlinde“ (Winter-Linde) | Werneuchen, am evangelischen Pfarrhaus, in der Nähe des Marktplatzes und der Kirche (52° 37′ 53,8″ N, 13° 43′ 56,3″ O) | - Alter: ca. 500 Jahre - Höhe: 25,00 m - Umfang: 4,03 m - Kronendurchmesser: 21 m                    | Eigenart, landeskundliche Bedeutung                        | 280-01   |
| BW                                      | Stiel-Eiche                | Werneuchen, Parkplatz, gegenüber der Gaststätte „Schwarzer Adler“ (52° 37′ 49,2″ N, 13° 43′ 54,7″ O)                   | - Höhe: 30,00 m - Umfang: 3,74 m - Kronendurchmesser: 31 m                                           | Eigenart                                                   | 280-03   |
| BW                                      | Stiel-Eiche                | Werneuchen, an der evangelischen Kirche, ca. 15 m von der „Wröhlinde“ (52° 37′ 54,3″ N, 13° 43′ 55,5″ O)               | - Alter: 100–200 Jahre - Höhe: 23,00 m - Umfang: 3,13 m - Kronendurchmesser: 22 m                    | Eigenart                                                   | 280-04   |
| BW                                      | Stiel-Eiche                | Willmersdorf, an der Kreuzung alte und neue Dorfstraße in der Nähe des Denkmals (52° 39′ 49,9″ N, 13° 40′ 55,6″ O)     | - Alter: 100–150 Jahre - Höhe: 23,00 m - Umfang: 3,13 m - Kronendurchmesser: 17 m                    | Eigenart                                                   | 284-01   |
| BW                                      | Gemeine Eibe               | Willmersdorf, direkt neben dem Denkmal (52° 39′ 49,7″ N, 13° 40′ 57,8″ O)                                              | vermutlich gefällt - Alter: ca. 100 Jahre - Höhe: 6,00 m - Umfang: 1,03 m - Kronendurchmesser: 3,5 m | Eigenart                                                   | 284-02   |

## Findlinge
| Bild                                    | Bezeichnung | Lage                                                                                             | Beschreibung                             | Schutzzweck | Nummer |
| --------------------------------------- | ----------- | ------------------------------------------------------------------------------------------------ | ---------------------------------------- | ----------- | ------ |
| BW                                      | Findling    | Hirschfelde, vor dem Forsthaus (52° 38′ 17,6″ N, 13° 48′ 2″ O)                                   | Granit                                   |             | 088-12 |
| Direkt Bild zu diesem Denkmal hochladen | Findling    | Hirschfelde, ca. 10 m südlich der Straße Werfpfuhl–Prötzel, Abschnitt 30, km 1,029 ()            | Granit, rötlich-grau, mittel-grobkörnig  |             | 088-13 |
| Direkt Bild zu diesem Denkmal hochladen | Findling    | Tiefensee, ca. 50 m nördlich der Straße Werftpfuhl–Prötzel, oberhalb der ehemaligen Kiesgrube () | Granit, hellbraungrau, mittel-grobkörnig |             | 256-02 |

## Ehemalige Naturdenkmale
| Bild                                    | Bezeichnung               | Lage                                             | Beschreibung | Grund                     | Nummer   |
| --------------------------------------- | ------------------------- | ------------------------------------------------ | ------------ | ------------------------- | -------- |
| Direkt Bild zu diesem Denkmal hochladen | Riesen-Lebensbaum         | Hirschfelde, Parkanlage ()                       |              | nicht mehr schutzwürdig   | 088-10   |
| Direkt Bild zu diesem Denkmal hochladen | Trauben-Eiche             | Schönfeld, in der Nähe der Gemeindeverwaltung () |              | gefällt nach Sturmschaden | 208-01   |
| Direkt Bild zu diesem Denkmal hochladen | Amerikanische Gleditschie | Werneuchen, Krummenseer Weg ()                   |              | nicht mehr schutzwürdig   | 280-02/1 |